# Francesc Pujols
Francesc Pujols Morgades (Barcelona, 11 de agosto de 1882 - Martorell, 13 de febrero de 1962), fue un escritor y filósofo español.

## Biografía
Francesc Pujols nació en Barcelona en 1882, en el seno de una familia acomodada: su padre, Isidro Pujols Bofill, era procurador de tribunales y su madre, Matilde Morgades Nadal, que provenía de Villafranca del Panadés, era de la familia del obispo Morgades. Empezó a escribir poesía cuando estudiaba el bachillerato, influido por la obra de Jacinto Verdaguer y Joan Maragall. Participa en los Juegos Florales de Barcelona del año 1903, donde gana la Flor Natural con el poema 'Idil·li'. En 1904 publica 'El llibre que conté les poesies de Francesc Pujols', con prólogo de Joan Maragall, que veía en Pujols un representante de "la palabra viva".
En 1905, dio su primera conferencia en el Ateneo Barcelonés hablando del pintor Mariano Pidelaserra, iniciando así una trayectoria como crítico de arte agrupada posteriormente en el libro 'Recull de crítica artística' (1921). Se distingue como uno de los primeros defensores del entonces controvertido arquitecto Antonio Gaudí, a quien consagra el libro 'La visió artística i religiosa d'en Gaudí' (1927), traducido al francés por el pintor Salvador Dalí y editado en Lausana el 1970. Dalí se sintió especialmente cautivado por la filosofía de Pujols: en 1960, pintó el óleo Cielo Hiparxiológico, y en 1974 publicó el libro Pujols per Dalí, dedicado a sus muchas conversaciones con el filósofo. Finalmente, erigió un monumento a Francesc Pujols ante la puerta de su Teatro-Museo de Figueras. 
El año 1906, con el seudónimo 'Augusto de Altozanos', publica su novela, 'El Nuevo Pascual o la Prostitución', obra humorística escrita en un castellano traducido directamente del catalán. En ese mismo año viaja a Madrid, donde profundiza sus estudios pictóricos y filosóficos, y conoce al político Francisco Cambó. El 1908, de retorno a Barcelona, se publica su novela 'La tardor barcelonina' en la revista Papitu. En ese mismo año, frecuenta la Peña del Ateneo Barcelonés, entidad de la que será secretario a partir de 1924, cuando Pompeu Fabra era el presidente. Participa en la fundación de la agrupación Les Arts i els Artistes, y del semanario Papitu, que posteriormente dirigirá. En la vertiente teatral, publica 'El llibre de Job' (1922), escrito en verso pitarresco, y la tragedia 'Medeia' (1923).

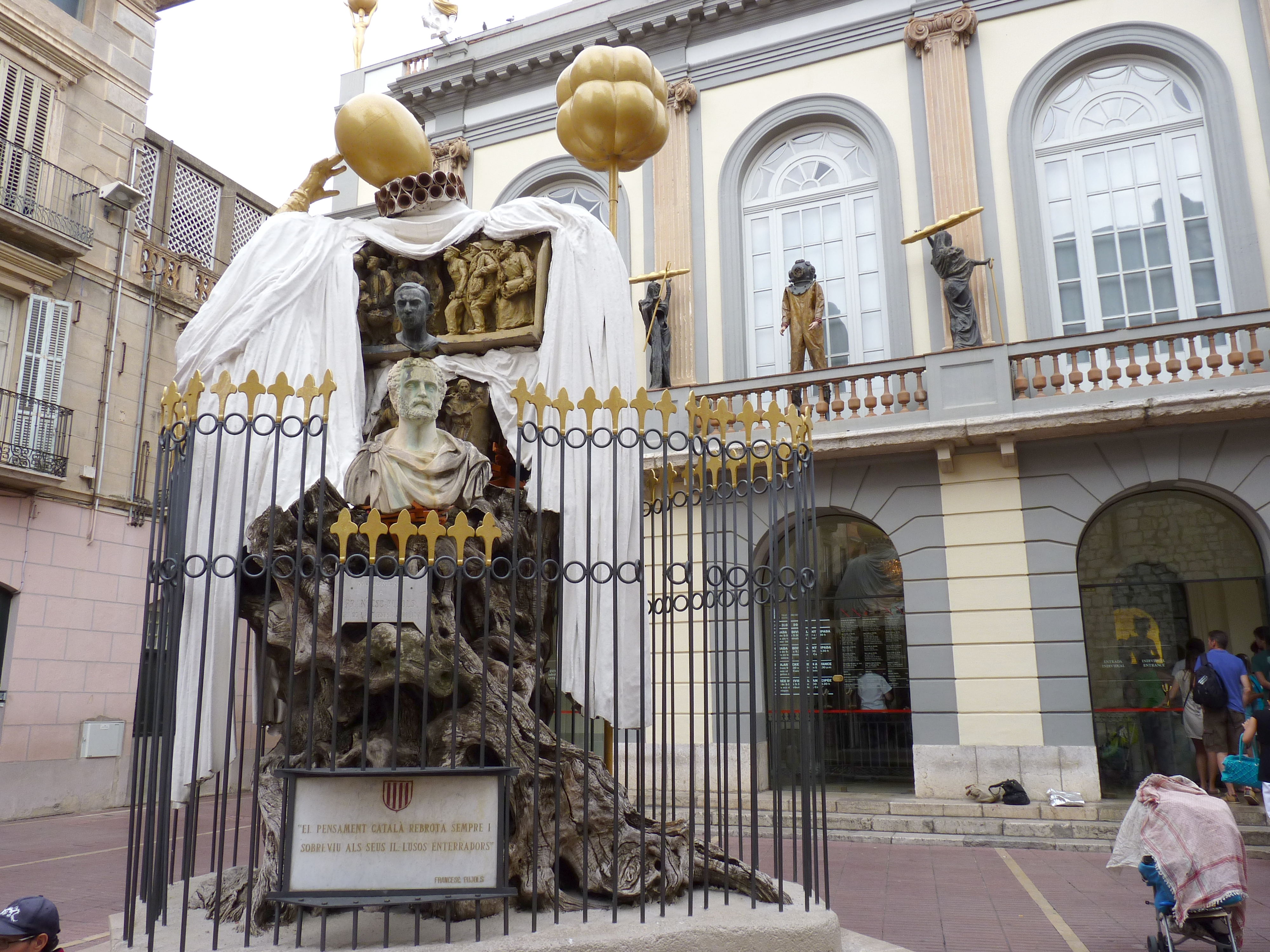
Monumento de Dalí a Francesc Pujols en Figueras.

El año 1918, Francesc Pujols publica el 'Concepte General de la Ciència Catalana', donde establece la existencia de una corriente filosófica catalana, iniciada por Raimundo Lulio y continuada por Raimundo de Sabunde; en esta obra figura su célebre profecía según la cual los catalanes son seres de excepción por el hecho de ser hijos de la tierra de la verdad. Una de sus frases dice, textualmente: Porque serán catalanes, todos sus gastos, donde vayan, les serán pagados. [...] y se les ofrecerá el hotel, el más preciado regalo que se le pueda hacer a un catalán cuando viaja. Al fin y al cabo, y pensándolo bien, más valdrá ser catalán que millonario. (Perquè serán catalans, totes les seves despeses, on vagin, els serán pagades [...] i els oferiran l’hotel, el més preuat regal que se li pugui fer a un català quan viatja. Al cap i a la fi, i pensant-hi bé, més valdrà ser català que milionari.). En años sucesivos escribe otros trabajos filosóficos como 'L'evolució i els principis immutables' (1921) o 'Hiparxiologi o Ritual de la Religió Catalana' (1937).
Francesc Pujols arma un sistema filosófico llamado primeramente Sumpèctica o Ciencia de lo Concreto, más tarde Hiparxiologia o Ciencia de la Existencia, y finalmente 'Pantologia' o Ciencia del Todo. El año 1931, el escritor Josep Pla dedicó un libro a su pensamiento titulado El sistema de Francesc Pujols. Manual d'Hiparxiologia.
El 1926 publica en dos volúmenes la Història de l'hegemonia catalana en la política espanyola. Instalado en Martorell, en su domicilio familiar conocido como Torre de las Horas, escribe diversas obras de carácter político como La solució Cambó' (1931) o El problema peninsular (1935)
Al fin de la guerra civil española se exilia en Francia, en Prades bajo la hospitalidad de Pau Casals (1939), para trasladarse posteriormente a la Residence des Intellectuels Catalans de Montpellier, donde conoce al escritor, científico e historiador Alexandre Deulofeu, y diserta delante de jóvenes intelectuales como el crítico de arte Alexandre Cirici Pellicer y el político Heribert Barrera.
Retorna a Cataluña en 1942, y pasa un mes recluido en la Cárcel Modelo de Barcelona. A partir de 1949, y hasta su muerte, recluido en su domicilio familiar, la Torre de las Horas en Martorell, escribe en publicaciones como Destino o Gran Vía.

## La religión de Francesc Pujols
Cuando la gente dice que el abajo firmante tiene la pretensión ridícula de fundar una religión, como aquel que no dice nada, tanto los que lo dicen como los que lo escuchan, dejando de lado el efecto cómico y desproporcionado que les pueda hacer, todos piensan en seguida y espontáneamente que, dejando de lado la locura que todo esto pueda transparentar, el fundador mencionado es un místico, un fantástico o un visionario, como todos los fundadores de religiones conocidos hasta ahora, que han tenido que pasar por locos no sólo en el momento de la fundación sino hasta siglos después, porque desgraciadamente la palabra religión, en lugar de evocar realidad y naturaleza, evoca algo puramente ideal y sobrenatural, como si la religión no pudiera ser la cosa más natural del mundo, mucho más natural que la vida presente, que a pesar de ser real es de las cosas más fantásticas que existen, hasta el punto que si no estuviéramos acostumbrados a verla cada día cuando nos despertamos nos parecería imposible.
La idea de religión, a pesar de estar acostumbrados como decimos a ver cosas tan extrañas y desconcertantes como la vida presente, mueve más la imaginación que el pensamiento, no fijándose que si conocida la vida mortal, la vida eterna se puede desprender de una manera lógica y natural, que no tiene nada de particular, porque quien hace un cesto hace un ciento, y junto a la presente resulta la cosa más sencilla del mundo, porque a los que se extrañan de que haya otra vida nosotros estamos cansados de decirles que lo que nos extraña es que haya esta.
Reconocemos también que los fundadores de religiones hasta ahora han hecho todo lo posible para dar tono fantástico a la religión, clavándosela por el descosido sin mirarlo mucho. Los fundadores de religiones tocan más de cabeza en las nubes que de pies en el suelo y eso se tiene que acabar.
El caso del abajo firmante es todo lo contrario. Precisamente la religión de Francesc Pujols es clara y positiva en vez de ser mística y fantástica. Empieza para ir con pies de plomo y con los pasos contados. La religión de Francesc Pujols es puramente científica y no tiene ninguna pretensión de ser inspirada por ningún poder sobrenatural y del otro mundo. Al contrario nace de la ciencia y de nada más que la ciencia, y aún no de la ciencia hipotética, que para descubrir inventa, sino de la ciencia de observación y experiencia. Si algo hay contraria a la fantasía por su realismo crudo y desnudo, es precisamente la religión del abajo firmante, o religión catalana y catalanista como él dice, justamente por este realismo que la caracteriza. La religión de Francesc Pujols no es un invento, sino lo contrario, un sencillo descubrimiento.
La religión de Francesc Pujols no ha venido del cielo como las otras, sino que tiene su primer arranque en la tierra, acogida como un fruto maduro del árbol de la Ciencia. La religión de Francesc Pujols no es buscada, es encontrada. Es la hija de los tiempos científicos y no de los tiempos mitológicos como sus hermanas.
La religión de Francesc Pujols es hija natural y legítima de los estudios científicos que estudian serenamente la existencia conocida, ha encontrado leyes que se deducen de las relaciones más generales de los elementos que componen esta existencia, que resultan, fijaos en ellas bien, ser leyes que hacen referencia a la religión y dan soluciones que ninguna fantasía, por grande que hubiera sido, no habría podido dar nunca: Deben saber los amigos y todo el mundo que aún observe un interés religioso, que la intención de Francesc Pujols no era de fundar ninguna religión. Era como decíamos, hacer ciencia a base de paciencia. Era, como dice él mismo muchas veces, aplicar a la filosofía, que es la ciencia universal que se ocupa del conocimiento general de la existencia, los métodos positivos de las ciencias particulares que han triunfado positivamente en la historia de la cultura humana.
La filosofía, siendo la mayor de todas las ciencias, era la única que, cuando las otras más modestas y puestas a la razón ya habían dado pruebas ciertas de su validez efectiva, aunque empleaba los métodos hipotéticos y apriorísticos de las ciencias, por haber querido empezar por conocer las esencias olvidaba las relaciones de los elementos estudiados, observables y experimentables, que son, como todos saben, las bases de los conocimientos positivos que poseemos. La filosofía hacía como si la astronomía, en lugar de empezar como ha hecho, para estudiar las relaciones de los astros y de los sistemas siderales, hubiera querido empezar por conocer la esencia total del universo.
Cuando el abajo firmante mediante la Hiparxiologia, al llevar el método de la observación y la experiencia al estudio de toda la existencia conocida, ha encontrado resultados que dan luz fija respecto del problema religioso fue cuando se declaró fundador de religiones, porque vio que podía fundar una propia tipo catalán, porque no sólo no es un místico de aquellos que se pican el pecho y con los ojos bajos poniéndolos en blanco de vez en cuando como mirando al cielo que los ilumina, sino que es todo lo contrario.
No hace fantasía, va contra la fantasía. La religión de Francesc Pujols no nace del misterio, va contra el misterio. Si las otras religiones se basan en el misterio, la religión de Francesc Pujols se basa precisamente en todo lo que ya no es misterio, es decir en todo aquello que la ciencia ha podido arrebatar al misterio que nos envuelve. No es que Francesc Pujols deje de reconocer la existencia esencial del misterio que vive esencia desconocida de la existencia conocida, sino que en esto que él ha podido llegar a conocer estudiando las relaciones de los componentes de esta misma existencia conocida, como ya hemos dicho que hacía, hay suficientes datos para inmunizar el misterio, es decir, con esto que la Hiparxiologia da, ya es suficiente para decir que el misterio que queda por conocer, a pesar de ser inmenso y que quizá quedará siempre en todo o en parte, no nos tiene que asustar porque en vez de ser la amenaza espiritual y material que constituye la base de todas las religiones fundadas en la moral y el miedo, se presenta como una garantía de que no constituye ningún tipo de peligros ni espirituales ni materiales, con una gota de ciencia ha sido suficiente para dar una inyección de inocuidad al famoso misterio al que no se había nunca cambiado aguja de la jeringa científica.
El misterio que nos daba tanto miedo resulta ser más manso que un cordero. Mucho más manso que la vida conocida, que como sabemos es una fiera salvaje indomable. La parte espantosa del misterio reside precisamente en la parte de la vida presente que es una vida de paso afortunadamente. El misterio que queda detrás de esta vida, que puede ser deducido mediante la Hiparxiologia, es de una serenidad infinita. Es el consuelo más grande que podemos tener contra las contrariedades de la vida actual y mortal. Es más serena la vida eterna que esta vida, que a pesar de ser corta aún resulta larga por las molestias que ocasiona. Si hasta ahora las religiones tenían por base el temor, ahora tendrán por base la garantía de que no hay que temer nada.
De esta vida tormentosa se deduce una vida eternamente tranquila. El misterio, pues, no sólo no es lo que informa la religión de Francesc Pujols, sino que esta religión, salida de los estudios, no de la universidad, sino de la escuela de la libertad, es la que informa el misterio. No es el misterio el que viste la religión, sino la religión la que viste el misterio. Por inmenso que suponemos el misterio que nos vuelta, la religión ya no forma parte de este misterio. Mediante la ciencia el mundo religioso se ha emancipado del fondo infinito y eterno del misterio. La religión, como otros problemas humanos, ha entrado a la mayor edad. La religión pasa de mitología en Hiparxiologia. Pasa de fe a certeza, y además de explicar claramente la causa de la fe y el por qué tenemos fe antes de conocer plenamente, la incorpora a los tesoros de la ciencia. En la religión de Francesc Pujols, no habrá creyentes. Sólo habrá convencidos.
Los que creían que la concepción científica mataría la concepción religiosa estaban muy equivocados. No sólo es el único fundamento sólido, sino que resultará su salvadora. Mientras la ciencia progresaba, la religión iba atrás hasta constituir una atrofia de la parte más elevada de la visión humana que habría acabado en una parálisis general progresiva que debería haber sido la muerte de la religión entre los hombres, que al verla desacreditada por la fantasía que la quería sostener, habrían ido desertando. La religión antes de la Hiparxiologia estaba como la medicina antes de la microbiología, como la astronomía antes de Copérnico, como la geografía antes de Colón y como la zoología, antes del transformismo.
En estas condiciones, pues, Francesc Pujols, aunque sea pasando por loco como todos los que se dedican a estos asuntos, no tendría inconveniente en ponerse a las tarjetas: Francesc Pujols, fundador de religiones.
FRANCESC PUJOLS
(Mirador, 5 de abril de 1934).

## Concepto general de la ciencia catalana
Tal vez no lo veremos, porque estaremos muertos y enterrados, pero es seguro que los que vendrán después de nosotros verán a los reyes de la Tierra ponerse de rodillas ante Cataluña. Y será entonces cuando los lectores de mi libro, si todavía quedan algunos ejemplares, sabrán que tenía razón. Cuando se mire a los catalanes, será como si se mirara la sangre de la verdad; cuando se les dé la mano, será como si se tocara la mano de la verdad. Muchos catalanes se pondrán a llorar de alegría; se les deberá secar las lágrimas con un pañuelo.
Porque serán catalanes, todos sus gastos, donde vayan, les serán pagados. Serán tan numerosos que la gente no podrá acogerlos a todos como huéspedes de sus viviendas, y se les ofrecerá el hotel, el más preciado regalo que se le pueda hacer a un catalán cuando viaja.
Al fin y al cabo, y pensándolo bien, más valdrá ser catalán que millonario. Como las apariencias engañan, aunque un catalán sea más ignorante que un asno, los extranjeros lo tomarán por un sabio, que lleva la verdad en la mano. Cuando Cataluña sea reina y maestra del mundo, nuestra reputación será tal, y la admiración que se nos manifestará llegará a tales cumbres, que muchos catalanes no se atreverán a decir su origen y se harán pasar por extranjeros.
Si alguien se maravilla de que Cataluña -que, en comparación con otras naciones, no tiene nada y no representa nada; que no tiene ni lo más mínimo, es decir la independencia
política; la decisión de la cual no pesa nada en los consejos de Estado- esté destinada a dominar el mundo, si alguien se maravilla de esto, nosotros responderemos esto otro: "Si hubieran dicho a los romanos, cuando querían dominar Judea, que los judíos los dominarían a ellos, así como a toda Europa y América -que aún no había sido descubierta-, es seguro que se habrían puesto a reír".
FRANCESC PUJOLS

## Francesc Pujols y Dalí
Francesc Pujols fue un guía espiritual y un maestro para Dalí. De su larga relación cabe destacar que en 1927 Dalí traduce al francés el libro de Francesc Pujols “La visión artística y religiosa de Gaudi”. El 25 de mayo de 1956 Dalí visita a Francesc Pujols en su residencia de la Torre de las Hores. Más tarde, en el disco “ Je suis fou”, de 1967, Dalí afirma: “Según Pujols, el mayor filósofo catalán, y esto gustará mucho a todos mis oyentes, todos irremediablemente, buenos o malos, cretinos o inteligentes, malos en el sentido del Marqués de Sade o buenos como San Francisco de Asís, todos estamos destinados inevitablemente a llegar a ser ángeles, es decir, espíritus puros sin memoria individual”. También dice de él que "era, es y será el emperador Trajano de la filosofía". En otra ocasión afirma que es el "filósofo más substancial de Cataluña" y finalmente le dedica un monumento a la entrada de su museo de Figueras. En él está inscrita la frase de Francesc Pujols: "El pensamiento catalán rebrota siempre y sobrevive a sus ilusos enterradores".
Dalí continúa dando abundantes muestras de seguir las enseñanzas de Pujols a través de sus obras. En 1960 titula una de ellas: “Cielo de Hiparchiología”. Otras obras han sido “Fisonomía adivinatoria de Francesc Pujols si hubiese vivido en la época del emperador Trajano” o “Primer estudio fisiognómico de mi inminente cuadro titulado: Quimera de Horacio”. 
Tanto Francesc Pujols como Dalí mostraron, a lo largo de sus respectivas trayectorias, una notable admiración por todo lo científico y una utilización irónica, mordaz en ocasiones, de estos conocimientos para distanciarse de cualquier otra opción ética o estética del momento, así como una visión crítica del catalanismo histórico.